# 21645 Chentsaiwei
21645 Chentsaiwei è un asteroide della fascia principale. Scoperto nel 1999, presenta un'orbita caratterizzata da un semiasse maggiore pari a 2,5476019 UA e da un'eccentricità di 0,2145129, inclinata di 11,57912° rispetto all'eclittica.